# Хельдт, Хорст
Хорст Хельдт (нем. Horst Heldt; 9 декабря 1969, Кёнигсвинтер) — немецкий футболист, игравший на позиции полузащитника, тренер и менеджер.

## Карьера

### Клубная
Хельдт играл за «Кёльн» с 1990 по 1995 год. В 1995 году он перешёл в «Мюнхен 1860». После четырёх сезонов, проведённых в мюнхенском клубе, Хельдт перебрался в франкфуртский «Айнтрахт». После вылета клуба во Вторую Бундеслигу, в 2001 году Хельдт перешёл в австрийский «Штурм». В январе 2003 года Хельдт вернулся в Германию, в «Штутгарт». После всего одного выхода на поле в первой части сезона 2005/06, 3 января 2006 года Хельдт решил закончить карьеру. Всего Хельдт провёл в Бундеслиге 359 матчей.

### В сборной
Хорст Хельдт провёл 2 матча за сборную Германии. Первый матч за сборную Хельдт провёл 28 апреля 1999 года. В товарищеском матче провели участие сборные Германии и Шотландии. Матч завершился победой шотландцев со счётом 1:0. Хельдт принял участие в матче Кубка конфедераций 1999. Немцы встречались со сборной США и проиграли 0:2.

## Менеджер
Сразу после окончания карьеры Хельдт занял пост генерального менеджера «Штутгарта». Как менеджер «швабов» Хельдт поддержал увольнение Джованни Трапаттони и продвинул на пост главного тренера Армина Фе. В сезоне 2006/07 «Штутгарт» с Фе выиграл Бундеслигу.
3 июля 2010 года Хорст Хельдт занял пост генерального менеджера «Шальке 04». После увольнения Феликса Магата Хельдт стал ответственным по вопросам спорта и маркетинга в совете директоров клуба. Летом 2016 года Хельдт покинул «Шальке».
В марте 2017 года Хельдт стал менеджером «Ганновера»